# Municipio de Salt River (condado de Shelby)
El municipio de Salt River (en inglés: Salt River Township) es un municipio ubicado en el condado de Shelby en el estado estadounidense de Misuri. En el año 2010 tenía una población de 2218 habitantes y una densidad poblacional de 14,79 personas por km².

## Geografía
El municipio de Salt River se encuentra ubicado en las coordenadas 39°42′51″N 92°2′27″O / 39.71417, -92.04083. Según la Oficina del Censo de los Estados Unidos, el municipio tiene una superficie total de 149.99 km², de la cual 149,71 km² corresponden a tierra firme y (0,18 %) 0,27 km² es agua.

## Demografía
Según el censo de 2010, había 2218 personas residiendo en el municipio de Salt River. La densidad de población era de 14,79 hab./km². De los 2218 habitantes, el municipio de Salt River estaba compuesto por el 98,78 % blancos, el 0,59 % eran afroamericanos, el 0,18 % eran amerindios, el 0,05 % eran asiáticos y el 0,41 % eran de una mezcla de razas. Del total de la población el 0,81 % eran hispanos o latinos de cualquier raza.